# Santa Cruz de la Sierra
Santa Cruz de la Sierra (chiamata anche semplicemente Santa Cruz) è un comune (municipio in spagnolo) della Bolivia nella provincia di Andrés Ibáñez (dipartimento di Santa Cruz) con 1 441 406 abitanti (dato 2012). Dalla metà degli anni novanta è la città più popolosa della Bolivia.
Il nome tradotto letteralmente in italiano significa Santa Croce della Montagna.

## Storia
La città fu fondata il 26 febbraio 1561 dal capitano Ñuflo de Chaves, che la chiamò Santa Cruz de la Sierra in onore della sua città natale, in Spagna. L'insediamento originario della città era a circa 220 km ad est rispetto alla posizione attuale, qualche chilometro a sud dell'odierna San José de Chiquitos.
Nel 1592, dopo vari scontri e lotte con gli indigeni, la città fu spostata alla posizione attuale sulle rive del fiume Piraí. Alcuni resti dell'iniziale insediamento possono essere visitati nella località di Santa Cruz la Vieja (Vecchia Santa Cruz) nei pressi di San José de Chiquitos, che a sua volta fu fondata nel 1692 come missione dei Gesuiti.

## Geografia fisica

### Territorio
Santa Cruz è situata nella parte orientale del paese a circa 400 metri sul livello del mare; ciò la rende molto diversa dalla maggior parte delle altre città boliviane tutte situate sulle Ande. La temperatura media annuale è di circa 24 °C. Durante l'inverno australe (giugno-settembre) la temperatura può abbassarsi repentinamente, nel giro di poche ore, anche di 15-20 °C a causa di un vento patagonico localmente noto come surazo.

Santa Cruz de la Sierra è il capoluogo dell'omonimo dipartimento, che è il più esteso della Bolivia (oltre 370000 km²). La città è il nuovo centro economico della Bolivia. Nonostante abbia ancora notevoli carenze infrastrutturali, gode di ampi settori con moderni servizi pubblici, di telecomunicazione, hotel e banche. Buona parte delle principali imprese straniere presenti in Bolivia hanno la loro sede nazionale a Santa Cruz.

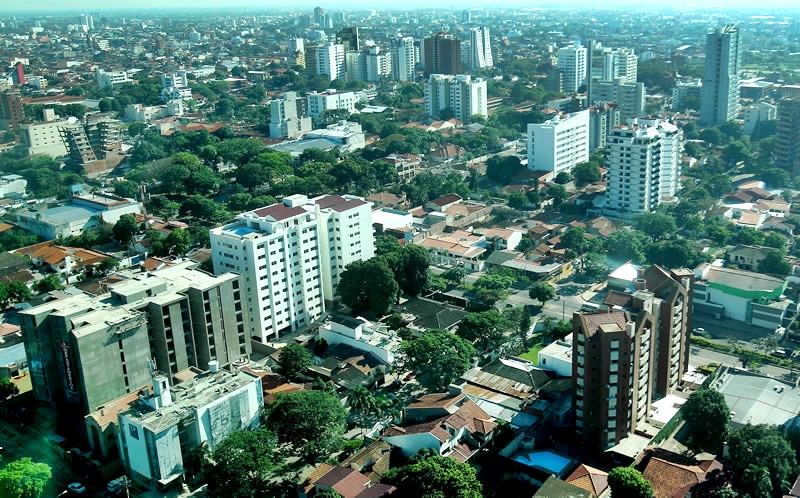
Panorama della zona sud.

Isolata per secoli dalle Ande e considerata subalterna alle città andine, Santa Cruz ha iniziato dai primi anni 2000, sulla spinta della crescita economica, un processo di autonomia. Il primo passo, alla fine del 2005, fu l'elezione diretta democratica del prefetto, la massima autorità politica dipartimentale in Bolivia, anteriormente nominato direttamente dal Presidente della Repubblica.
La rivalità con i centri andini boliviani è spesso anche un riflesso etnico e culturale, oltreché economico: i camba, le popolazioni meticce originarie dell'oriente boliviano, non hanno diviso nei secoli quasi nulla con i colla, le popolazioni originarie delle Ande, né la lingua, né il territorio, né gli usi, né i costumi. Fino alla costruzione di una strada che collegò Santa Cruz a Cochabamba, alla fine degli anni cinquanta, l'unico modo per arrivare alla zona andina era in aereo o a dorso di mulo.

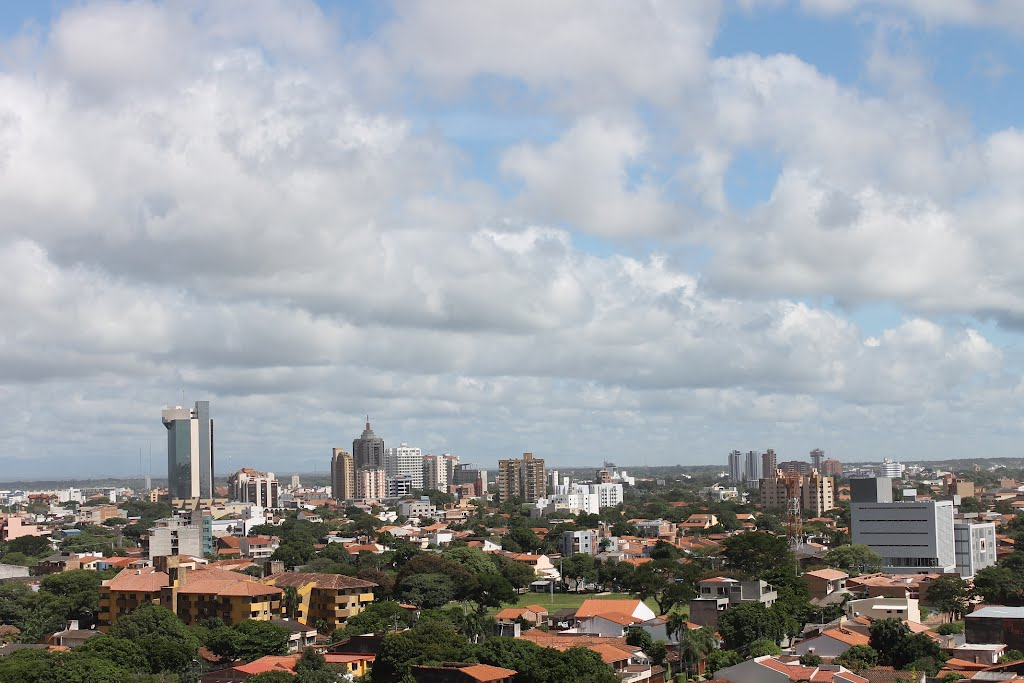
Panorama della zona nord.

Santa Cruz è collegata tramite ferrovia con Argentina e Brasile e con le zone andine e le città di Cochabamba e La Paz tramite strade costruite ed asfaltate solo negli ultimi anni. Nella città c'è anche l'Aeroporto Internazionale di Viru Viru, il principale della Bolivia. Dal punto di vista urbanistico la città è divisa in settori concentrici chiamati anelli. Nonostante abbia solo circa due milioni di abitanti, è particolarmente estesa per la quasi assenza di edifici a più piani (apparsi solo negli ultimi anni). Da nord a sud misura più di 17 km e da est a ovest circa 15.
Il monumento più importante della città è la Cattedrale di San Lorenzo, fondata il 6 luglio 1605 ma ricostruita totalmente alla fine del XIX secolo. Di particolare interesse anche il giardino zoologico, esclusivamente con fauna nazionale, e quello botanico. Negli ultimi anni è diventata sede di un festival biennale internazionale di teatro, di musica barocca e di cinema latinoamericano. Una fiera campionaria internazionale viene organizzata ogni anno in coincidenza con la festa dipartimentale del 24 settembre.

### Clima
Il clima è di tipo tropicale, con una temperatura media annuale di circa 21 °C. Sebbene sia generalmente mite per tutto l'anno, venti invernali, detti "surazos", possono soffiare occasionalmente dalla pampa argentina, provocando rapidi cali di temperatura. I mesi con maggiori precipitazioni sono quelli estivi di gennaio e febbraio, con piogge che possono durare giorni interi, mentre durante la stagione invernale sono di minore intensità.
| primavera       | estate          | autunno         | inverno         |
| --------------- | --------------- | --------------- | --------------- |
| 18 °C-33 °C     | 22 °C-38 °C     | 20 °C-30 °C     | 8 °C-29 °C      |
| 21 set - 20 dic | 21 dic - 20 mar | 21 mar - 20 giu | 21 giu - 20 set |

Essendo situata al di sotto dell'equatore, le stagioni sono invertite rispetto all'emisfero settentrionale.

## Attualità
Attualmente Santa Cruz de la Sierra è il centro della protesta di vari dipartimenti boliviani per consolidare le autonomie regionali. La Bolivia repubblicana, "andinocentrica", cerca ora di riequilibrare la geografia umana, economica, culturale, etnica e sociale, con l'inclusione delle regioni dell'oriente, i due terzi del paese, in grande crescita dagli anni '50.
Tale richiesta è stata sottoposta anche a referendum: per la forte propaganda governativa contraria alle autonomie, le regioni andine, tuttora leggermente maggioritarie dal punto di vista demografico, hanno determinato un risultato globale sfavorevole all'accettazione dell'autonomia dipartimentale. Gran parte dell'opposizione al governo ha invece fatto propaganda a favore delle autonomie. Nelle regioni tropicali dell'oriente della Bolivia, di cui Santa Cruz de la Sierra è la virtuale capitale, il referendum ha però raccolto la grande maggioranza dei consensi.
La legge che ha convocato il referendum prevedeva però che avrebbero ottenuto forme di autonomia regionale quei dipartimenti dove la proposta avesse ottenuto la maggioranza dei voti (in questo caso, Santa Cruz, Beni, Pando e Tarija), ma questa normativa viene ostacolata o la sua applicazione posticipata dal governo nazionale.
Per questa ragione sono stati convocati a Santa Cruz de la Sierra, in periodi diversi, 3 "cabildos" per l'autonomia, grandi assemblee che hanno raccolto una forte partecipazione popolare.
Di fronte alla non applicazione del risultato favorevole all'autonomia regionale (73% dei voti favorevoli nel dipartimento), e alla forte riduzione operata dal governo di Morales dei trasferimenti economici previsti per legge verso le regioni, il dipartimento di Santa Cruz ha proceduto alla raccolta di firme per la realizzazione di un referendum popolare per l'approvazione dello statuto autonomico, da realizzarsi il 4 maggio del 2008. La legalità di questo referendum è fortemente messa in discussione.

## Cantoni

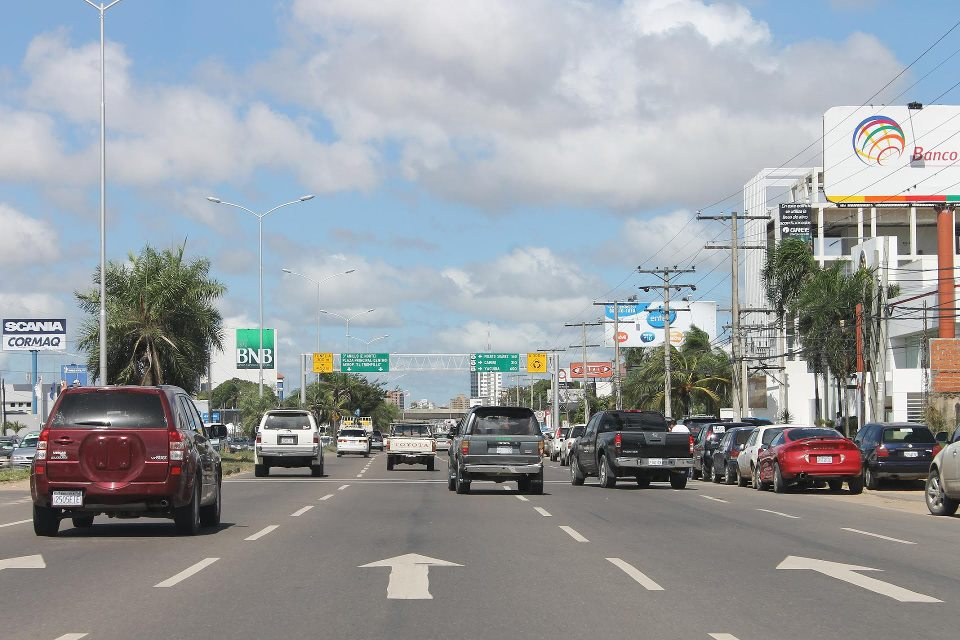
Traffico all'ingresso di Santa Cruz de la Sierra.

Il comune è suddiviso in 4 cantoni:
- Santa Cruz de la Sierra
- Montero Hoyos
- Palmar del Oratorio
- Paurito

## Infrastrutture e trasporti
La città è servita dall'Aeroporto Internazionale di Viru Viru.